# هولشته
هولشته (به آلمانی: Holste) یک شهر در آلمان است که در Hambergen واقع شده‌است. هولشته ۱٬۳۶۲ نفر جمعیت دارد.